# Jean de la Craiova
Jean Dumitrache (n. 24 noiembrie 1970, București, România), cunoscut mai bine sub numele de scenă Jean de la Craiova, este un cântăreț român de manele de origine romă.
Născut în familie de mamă evreică și tată rom.
A cochetat cu actoria în filmul românesc Poveste de cartier și în serialul State de Romania.A participat la emisiunile de televiziune Dansez pentru tine și Serviți, vă rog.
Are doi copii, pe Alexandru, dintr-o relație de pe când era foarte tânăr,
și pe Sabrinace a rezultat din căsătoria cu Paula, o fostă balerină, pe care a cunoscut-o în 1994.
Singurul manelist cu vinil, Omul Bun N-are Noroc.

## Discografie
- Omul Bun N-are Noroc (1993), Electrecord[8]
- Te-am trădat (2001)
- Dragoste blestemată (2003)
- Cu taraful după mine (2006)
- Vă pupă Jean (2010), MediaPro Music[9]
- Mi-aș da viața pentru tine (2015), Eurostar
- Toată viața m-am distrat (2015)